# Elissa Alarie
Pas d'image ? Cliquez ici

a Compétitions nationales et continentales officielles uniquement.

b Matchs officiels uniquement.
Dernière mise à jour le 2 août 2014.
Elissa Alarie, née le 31 janvier 1986, est une joueuse canadienne de rugby à XV, occupant le poste d'arrière en équipe du Canada de rugby à XV féminin et en équipe nationale de rugby à sept.

## Biographie
Elissa est diplômée de l'Université du Québec à Trois-Rivières en comptabilité. Elle a grandi à Trois-Rivières au Québec et elle a récemment déménagé à Victoria (où se trouve le centre national du rugby) pour s'entraîner dans le cadre du programme de rugby à sept du Canada. Elle a représenté la province de Québec, elle a connu les sélections nationales de jeunes en moins de 19 ans et de 23 ans.
Elle est retenue en novembre 2013 pour la tournée en France et en Angleterre.
Elle fait partie du groupe choisi pour disputer la Coupe du monde féminine de rugby à XV 2014 après une tournée dans l'hémisphère Sud (victoire 22-0 face aux Australiennes, deux revers face à la Nouvelle-Zélande 16-8 et 33-21).
Elle dispute les trois matchs de poule, les trois comme titulaire du poste d'arrière. Le Canada se qualifie pour les demi-finales après deux victoires et un match nul concédé contre l'Angleterre 13-13. Elle marque un essai contre les Françaises en demi-finale. Elle s'infiltre autour d'une mêlée spontanée pour marquer après une course de 40 mètres. Le Canada se qualifie pour la finale. C'est la première fois que le Canada parvient à ce stade de la compétition et c'est seulement la quatrième nation à réaliser cette performance.
En septembre 2022 elle est sélectionnée pour disputer la Coupe du monde de rugby à XV en Nouvelle-Zélande sous les couleurs de son pays.

## Palmarès
(au 02.08.2014)
- sélections en Équipe du Canada de rugby à XV féminin
- participation à la Coupe du monde féminine de rugby à XV 2014
- finaliste de la Coupe du monde de rugby à sept 2013